# Celosia bonnivairii
Celosia bonnivairii är en amarantväxtart som beskrevs av Schinz. Celosia bonnivairii ingår i släktet celosior, och familjen amarantväxter. Inga underarter finns listade i Catalogue of Life.